# Hakuchi
Hakuchi (白痴, L'idiota) és una pel·lícula japonesa dirigida per Akira Kurosawa el 1951. Està basada en la novel·la L'idiota de Fiódor Dostoievski. La versió original, molt fidel a la novel·la, durava 265 minuts; malauradament, es va perdre. Un versió de tres hores, que reflecteix amb uns 100 minuts dels talls que l'estudi havia fet eliminar, sobreviu en la versió més completa de la pel·lícula disponible per al públic.

## Argument
Després que estar a punt de morir durant la guerra recent, Kameda retorna al Japó des d'Okinawa, on ha estat confinat en un asil. Ell pateix atacs d'epilèpsia i presenta una inestabilitat emocional; és considerat un malalt mental. Durant el viatge de retorn a casa, coneix i es fa amic d'Akama, qui també retorna a casa per rebre la seva herència després d'un llarg allunyament a causa del seu amor per Taeko, qui ha estat l'amor de Tohata de la infantesa.
Tohata, que tem alguna desgràcia pel seu tractament abusiu cap a Taeko, ha acordat donar una dot de 600,000 yens a Kayama. En una confrontació amenaçadora, Akama li ofereix 1,000,000 de yens perquè no es casi. Menyspreat per dones i tractat com una mercaderia pels altres homes, Taeko s'adona que només Kameda veu com es veritablement, el que és quan mira profundament dins la seva ànima i li diu “no ets aquest tipus de persona.”
Akama es proposa a Taeko, però aquesta triga a respondre. Akama, gelós, interpreta que ella està realment enamorada de Kameda. La seva gelosia creix fins que finalment assassina Taeko i ambdós homes acaben embogits pel dolor.

## Repartiment
- Masayuki Mori com a Kinji Kameda, l'idiota (basat en el Príncep Myshkin)
- Toshiro Mifune com a Denkichi Akama (basat en Rogózhin)
- Setsuko Hara com a Taeko Nasu (basat en Nastasya Filippovna)
- Yoshiko Kuga com a Ayako (basat en Agláya Ivánovna)
- Takashi Shimura com a Ono, pare d'Ayako (basat en el general Epanchin)
- Chieko Higashiyama com a Satoko, mare d'Ayako (basat en Lizavéta Prokófyevna)
- Eijirō Yanagi com a Tohata (basat en Gánya)
- Minoru Chiaki com a Mutsuo Kayama, la secretària
- Noriko Sengoku com a Takako

## Producció
La pel·lícula és en blanc i negre a una proporció en la relació d'aspecte d'1.37:1. Aquesta era la segona pel·lícula de Kurosawa per al estudi Shochiku, després de Shubun de l'any anterior .
Al principi pretenia ser una pel·lícula en dues parts amb una durada de 265 minuts. Després de la mala recepció, l'estudi realitzà una versió més curta, i fou severament tallada. Això es feu en contra dels desitjos de Kurosawa. Com l'estudi va considerar la nova versió encara massa llarga Kurosawa, irònicament, va suggerir que la tallessin de manera longitudinal. Segons Donald Richie, no hi ha cap còpia de la versió original de 265 minuts. Kurosawa retornaria a l'estudi Shochiku quaranta anys més tard per fer Rapsòdia a l'agost, i, segons Alex Cox, va buscar en els arxius de Shochiku la versió original. Kurosawa explica: "De totes les meves pel·lícules, la gent m'escrivia per saber més sobre aquesta... ... Jo havia volgut fer L'idiota molt abans que" Rashōmon. Des de petit que m'ha agradat la literatura russa, però trobo que Dostoievski és el millor i sempre havia pensat que aquest llibre seria una pel·lícula meravellosa. Encara és el meu autor favorit i crec que és l'únic –i ho segueixo pensant– que escriu amb més honestedat sobre l'existència humana.

## Valoració
A Rotten Tomatoes aconseguí un 78% d'aprovació entre nou crítics, amb un índex mitjà de 6.9/10.